# Onthophagus pseudoplebejus
Onthophagus pseudoplebejus é uma espécie de inseto do género Onthophagus, família Scarabaeidae, ordem Coleoptera.
Foi descrita cientificamente por Moretto em 2009.